# 2. Basketball-Bundesliga 1984/85
Die Saison 1984/1985 war die zehnte Saison der 2. Basketball-Bundesliga in Deutschland.

## Modus
Es wurde in zwei Gruppen Nord und Süd mit je zehn Mannschaften gespielt. Nach einer Einfachrunde spielten die ersten vier Mannschaften einer Staffel jedoch ab der Saison 1984/1985 mit den beiden schlechtplatziertesten Mannschaften der Basketball-Bundesliga eine zweigleisige Aufstiegsrunde aus, deren Sieger in die Basketball-Bundesliga aufstieg bzw. in dieser verblieb. Da die Basketball-Bundesliga von zehn auf zwölf Mannschaften aufgestockt wurde, stiegen auf die Zweiten der Aufstiegsrunden auf. Die restlichen Mannschaften spielten eine Abstiegsrunde in ihren Staffeln aus. In der Abstiegsrunde wurden alle Punkte der Hauptrunde mitgenommen. Aus der Nordstaffel stiegen aufgrund der zugeordneten Regionalligen regulär zwei Mannschaften und aus der Südstaffel drei Mannschaften ab, aufgrund der zusätzlichen Aufsteiger in die Basketball-Bundesliga stiegen jedoch jeweils eine Mannschaft weniger pro Staffel ab.

## Teilnehmende Mannschaften

### Gruppe Nord
- MTV Wolfenbüttel

Absteiger aus der Basketball-Bundesliga
- FC Schalke 04
- BG 74 Göttingen
- TSV Hagen 1860
- Oldenburger TB
- OSC Bremerhaven
- BC Johanneum Hamburg
- TuS Opladen

Aufsteiger aus den Regionalligen Nord und West
- VBC Paderborn
- VfL Pinneberg

### Gruppe Süd
- BG Steiner Bayreuth

Absteiger aus der Basketball-Bundesliga
- TV Langen
- SpVgg 07 Ludwigsburg
- VfL TB Bamberg
- FC Bayern München
- SG BC/USC München

Spielgemeinschaft aus BC München und USC München
- SV 03 Tübingen

Aufsteiger aus den Regionalligen Mitte, Südwest und Süd
- SB DJK Rosenheim
- BC Darmstadt
- EK SV Möhringen

Spielgemeinschaft aus EK Stuttgart und SV Möhringen

## Saisonverlauf

### Abschlusstabellen Hauptrunde
Nord
| Platz | Team                 | Gesamt    | Gesamt |
| ----- | -------------------- | --------- | ------ |
| 1.    | Oldenburger TB       | 1487:1272 | 34:2   |
| 2.    | OSC Bremerhaven      | 1451:1344 | 28:8   |
| 3.    | TSV Hagen 1860       | 1543:1283 | 26:10  |
| 4.    | MTV Wolfenbüttel (A) | 1458:1348 | 24:12  |
| 5.    | FC Schalke 04        | 1494:1498 | 20:16  |
| 6.    | BC Johanneum Hamburg | 1490:1548 | 12:24  |
| 7.    | TuS Opladen          | 1340:1442 | 12:24  |
| 8.    | VBC Paderborn (N)    | 1359:1498 | 12:24  |
| 9.    | BG 74 Göttingen      | 1320:1365 | 10:26  |
| 10.   | VfL Pinneberg (N)    | 1232:1576 | 2:34   |

Süd
| Platz | Team                    | Gesamt    | Gesamt |
| ----- | ----------------------- | --------- | ------ |
| 1.    | BG Steiner Bayreuth (A) | 1643:1389 | 36:0   |
| 2.    | TV Langen               | 1467:1275 | 30:6   |
| 3.    | VfL TB Bamberg          | 1403:1375 | 22:14  |
| 4.    | FC Bayern München       | 1363:1379 | 20:16  |
| 5.    | SpVgg 07 Ludwigsburg    | 1357:1296 | 16:20  |
| 6.    | SB DJK Rosenheim        | 1466:1500 | 16:20  |
| 7.    | SV 03 Tübingen          | 1386:1402 | 16:20  |
| 8.    | SG BC/USC München       | 1350:1481 | 10:26  |
| 9.    | BC Darmstadt (N)        | 1375:1470 | 8:28   |
| 10.   | EK SV Möhringen (N)     | 1270:1513 | 6:30   |

### Aufstiegsrunden
Nord
Aus der Basketball-Bundesliga nahm die Düsseldorfer BG teil.
| Platz | Team             | Gesamt  | Gesamt |
| ----- | ---------------- | ------- | ------ |
| 1.    | TSV Hagen 1860   | 685:579 | 14:2   |
| 2.    | Oldenburger TB   | 581:530 | 10:6   |
| 3.    | OSC Bremerhaven  | 589:584 | 10:6   |
| 4.    | MTV Wolfenbüttel | 568:680 | 4:12   |
| 5.    | Düsseldorfer BG  | 604:654 | 2:14   |

Süd
Aus der Basketball-Bundesliga nahm der USC Heidelberg teil.
| Platz | Team                | Gesamt  | Gesamt |
| ----- | ------------------- | ------- | ------ |
| 1.    | TV Langen           | 606:500 | 14:2   |
| 2.    | BG Steiner Bayreuth | 644:613 | 12:4   |
| 3.    | USC Heidelberg      | 615:576 | 10:6   |
| 4.    | FC Bayern München   | 607:681 | 2:14   |
| 5.    | VfL TB Bamberg      | 592:694 | 2:14   |

### Abstiegsrunden
Nord
| Platz | Team                 | Gesamt *  | Gesamt * |
| ----- | -------------------- | --------- | -------- |
| 1.    | FC Schalke 04        | 2328:2328 | 30:26    |
| 2.    | TuS Opladen          | 2142:2193 | 26:30    |
| 3.    | BC Johanneum Hamburg | 2330:2364 | 22:34    |
| 4.    | VBC Paderborn (N)    | 2201:2295 | 22:34    |
| 5.    | BG 74 Göttingen      | 2111:2150 | 20:36    |
| 6.    | VfL Pinneberg (N)    | 1961:2435 | 8:48     |

Süd
| Platz | Team                 | Gesamt *  | Gesamt * |
| ----- | -------------------- | --------- | -------- |
| 1.    | SV 03 Tübingen       | 2216:2226 | 28:28    |
| 2.    | SB DJK Rosenheim (N) | 2336:2373 | 28:28    |
| 3.    | SpVgg 07 Ludwigsburg | 2223:2111 | 24:32    |
| 4.    | SG BC/USC München    | 2237:2329 | 24:32    |
| 5.    | BC Darmstadt (N)     | 2220:2256 | 22:34    |
| 6.    | EK SV Möhringen (N)  | 2085:2480 | 6:50     |

 * Es wurden alle Ergebnissen der Hauptrunde in die Abstiegsrunde mitgenommen.